# Мост Коллонтай
Мост Коллонта́й — автодорожный железобетонный балочный мост через реку Оккервиль в Невском районе Санкт-Петербурга.

## Расположение
Расположен в створе улицы Коллонтай. Рядом с мостом находится Ледовый дворец.
Выше по течению находится безымянный пешеходный мост, ниже — Российский мост.
Ближайшая станция метрополитена — «Проспект Большевиков».

## Название
Название известно с 1970-х годов и дано по наименованию улицы Коллонтай, названной в честь революционерки и советского деятеля А. М. Коллонтай.

## История
Необходимость строительства моста была вызвана массовым жилищным строительством в районе Весёлого посёлка. Мост сооружён в 1972–1974 годах по проекту инженера «Ленгипроинжпроекта» Б. Э. Дворкина. Работы выполнило СУ-3 треста «Ленмостострой» под руководством главного инженера Л. Ф. Полякова и прораба А. Г. Туракулова.

## Конструкция
Мост однопролётный железобетонный балочный. По своей конструкции однотипен мосту Дыбенко, расположенному в створе улицы Дыбенко. Пролётное строение состоит из 27 сборных железобетонных балок таврового сечения, объединённых монолитной железобетонной плитой проезжей части. Фасадные балки имеют криволинейное очертание нижнего пояса. Высота средних балок постоянна (0,8 м), высота фасадных балок переменна и составляет от 1,0 м в середине пролета до 1,8 м на устоях. Устои из монолитного железобетона, на свайном основании. Поверхности устоев оштукатурены. К устоям примыкает низкая железобетонная подпорная стенка. Общая длина моста составляет 18,5 м, расчётный пролёт – 17,3 м, ширина моста — 45,4 м.
Мост предназначен для движения трамваев, автотранспорта и пешеходов. Проезжая часть моста включает в себя 6 полос для движения автотранспорта и два трамвайных пути. Покрытие проезжей части и тротуаров — асфальтобетон. Тротуары шириной по 4,5 м отделены от проезжей части железобетонным парапетом, проезжая часть отделена от трамвайной полосы гранитным поребриком. Перильное ограждение — литые чугунные решётки с металлическими вставками, на устоях завершаются гранитными тумбами.